# Gabriel Bibron
Gabriel Bibron, född 20 oktober 1805 i Paris, Frankrike, död 27 mars 1848 i Saint-Alban-les-Eaux, var en fransk zoolog och herpetolog.
Auktorsnamnet Bibron kan användas för Gabriel Bibron i samband med ett vetenskapligt namn inom zoologin; se Wikipedia-artiklar som länkar till auktorsnamnet.